# Англія й Уельс

Англія й Уельс (англ. England and Wales, валл. Cymru a Lloegr)  — юрисдикція у складі Великої Британії. Вона складається з Англії та Уельсу, двох з чотирьох складових частин Сполученого Королівства. На відміну від Шотландії та Північної Ірландії, на території Англії та Уельсу діє система англійського права. Історично Англія й Уельс є конституційним правонаступником колишнього Англійського королівства. 
Англія й Уельс розглядаються як єдине утворення для багатьох цілей, пов'язаних із законотворчістю та правозастосуванням. Зокрема, Англія й Уельс традиційно вважаються єдиною юрисдикцією в англійському колізійному праві (Conflict of Laws) — аналогу міжнародного приватного права. 